# Nihoa-pinty
A Nihoa-pinty (Telespiza ultima) a madarak osztályának verébalakúak (Passeriformes) rendjébe és a pintyfélék (Fringillidae) családjába tartozó faj.

## Előfordulása
Az Amerikai Egyesült Államokhoz tartozó Hawaii-szigetek egyik tagján, a Nihoa szigetén honos. A természetes élőhelye szubtrópusi és trópusi száraz és nedves cserjések és köves, tengeri árapály övezet.

## megjelenése
Átlagos testhossza 17 centiméter.

## Védelmi státusza
A Természetvédelmi Világszövetség kihalástól veszélyeztetett fajként tartja nyilván.